# Erich Kaul
Paul Erich Kaul (* 20. Dezember 1899 in Tilsit; † 9. September 1971 in Berlin) war ein deutscher Politiker und SA-Führer.

## Leben und Wirken

### Jugend, Erster Weltkrieg und Nachkriegszeit
Kaul war der Sohn des Schuhmachermeisters Franz Kaul (* 30. Dezember 1875; † 18. November 1914) und der Auguste Jonescheit (* 28. Dezember 1876; † 31. Oktober 1950).
Nach dem Besuch der Bürgerschule absolvierte Kaul eine kaufmännische Lehe bei einer Getreidegroßhandelsfirma. Daneben wurde er an einer Kaufmännischen Fortbildungsschule unterrichtet. Ab 1917 nahm er am Ersten Weltkrieg teil: Am 14. Juni 1917 kam er zum Feldartillerie-Regiment 52, bevor er am 28. Juli 1918 zum Feldartillerie Regiment 266 wechselte. In der Spätphase des Krieges kam er als Geschützführer zum Einsatz. Am 17. September 1918 wurde er noch mit dem Eisernen Kreuz 2. Klasse ausgezeichnet. Später (10. Dezember 1934) erhielt er noch das Ehrenkreuz für Frontkämpfer.
Im Anschluss an seine Entlassung aus der Armee durch die Bezirkskommando Tilsit am 15. Juni 1919 schloss Kaul sich einem Freikorps an, mit dem er sich bis zum 30. Juni 1920 am Grenzschutz beteiligte.

### Weimarer Republik
In den frühen 1920er Jahren begann sich Kaul in Kreisen der extremen politischen Rechten zu engagieren: Er betätigte sich zeitweise im Völkischen Frontkämpferbund, bevor er sich 1924 der Tilsiter Sektion des Wehrverbandes Frontbann anschloss. Als der Tilsiter Frontbann 1925 in die nationalsozialistische Sturmabteilung (SA), dem Kampfverband der NS-Bewegung, überführt wurde, wurde Kaul automatisch Mitglied der SA. In die NSDAP trat er dagegen erst zum 1. Oktober 1929 ein (Mitgliedsnummer 153.802).
Nachdem er von 1925 bis 1927 für die SA in Tilsit tätig gewesen war siedelte Kaul nach Berlin über, wo er bis 1929 einfacher SA-Mann war. Von 1929 bis 1931 betätigte er sich dann als Scharführer bzw. Truppführer im SA-Sturm 33 (Charlottenburg), bevor er nach einem kurzen Intermezzo vom 20. Februar bis 2. April 1931 als Sturmführer im SA-Sturm 30, zum 2. April 1931 in den Stab des Berliner Gausturms geholt wurde: In diesem übernahm Kaul in der Folgezeit eine Reihe höherer Verwaltungsaufgaben: Vom 1. Juni 1931 bis zum 1. Oktober 1931 war er Gausturmgeldverwalter, dann – nach der Reorganisation der Berliner SA – vom 1. Oktober 1931 bis 1. Januar 1932 Untergruppengeldverwalter und schließlich vom 1. Januar bis 1. Juli 1932 Gruppengeldverwalter der SA-Gruppe Berlin-Brandenburg.
Während des von der Regierung Brüning erlassenen Verbotes der SA im Jahr 1932 beteiligte Kaul sich an der Gründung des als Tarnorganisation für die verbotene SA dienenden Deutschen Volkssportvereins.
Im Sommer und Herbst 1932 war Kaul dann in der Abteilung IV der Berliner SA-Gruppe tätig (1. Juli bis 7. Oktober 1932) bzw. Leiter der Gruppen-Führer Schule der Berlin-Brandenburgischen SA in Harnekop (7. Oktober bis 1. November 1932).
Im Jahr 1932 kandidierte Kaul zweimal vergeblich als Abgeordneter für den Reichstag. Bei den Wahlen vom Juli 1932 stellte die NSDAP ihn als Bewerber für den Wahlkreis 2 (Berlin) und bei den Wahlen vom November 1932 als Kandidaten für den Wahlkreis 3 (Potsdam II) auf.

### NS-Zeit
Am 1. November 1932 wurde Kaul als Nachfolger von Eberhard von Wechmar mit der Führung der SA-Untergruppe Brandenburg-Ost beauftragt. Nachdem er am 1. April 1933 zum offiziellen Führer der Untergruppe ernannt worden war behielt er diese Stellung knapp zehneinhalb Monate lang, bis zur Umwandlung der Untergruppe in die SA-Brigade 26 am 14. September 1933, bei, die er bis zum Mai 1935 kommandierte.
Vom 15. Mai 1935 bis zum 20. Juni 1936 war Kaul mit der Führung der Brigade 30 (Berlin West) beauftragt. Danach wurde er vom 20. Juni 1936 bis zum 14. März 1938 der Gruppe Berlin-Brandenburg zur Verwendung zugeteilt. Seit dem 15. März 1938 war er schließlich der Brigade 29 als SA-Führer z. b. V. zugeteilt.
Am 22. Dezember 1936 wurde Kaul außerdem von Adolf Hitler zum ehrenamtlichen Mitglied des Volksgerichtshofs für die Dauer von fünf Jahren ernannt.
Ab 1940 nahm Kaul am Zweiten Weltkrieg teil, in dem er nacheinander zum  Hauptmann (1. Dezember 1941) und Major (1. Dezember 1943) befördert wurde.

## Familie
Kauls erste Ehe wurde am 17. Juni 1936 geschieden. Aus dieser Ehe ging ein Sohn, Olaf (* 1931) hervor. Seine zweite Verehelichung mit Anneliese Haegert (* 8. August 1909) folgte am 10. Oktober 1936. Aus der Ehe gingen vier Töchter, Dietlinde (* 1937), Edelgard (* 1939), Heiderose (* 1941) und Erika (* 1943) hervor.

## Nachlass
Im Bundesarchiv haben sich Personalunterlagen zu Kaul erhalten. Namentlich befinden sich im Bestand des ehemaligen Berlin Document Center eine PK-Akte und eine SA-Personalakte.

## Beförderungen
- 1. Oktober 1929: SA-Gruppenführer (damals einem SA-Scharführer entsprechend)
- 15. August 1930: SA-Truppführer
- 1. Februar 1931: SA-Sturmführer
- 1. Juni 1931: Gausturmgeldverwalter
- 1. Oktober 1931: Untergruppengeldverwalter
- 9. September 1932 SA-Gruppengeldverwalter
- 25. Oktober 1932: SA-Standartenführer
- 1. April 1933: SA-Oberführer